# Lübecker Schachverein
Lübecker Schachverein, wł. Lübecker Schachverein von 1873 e. V. (LSV, Lubecki klub szachowy) – jeden z najstarszych niemieckich klubów szachowych istniejący od 1873 w Lubece.

## Początki
W 1846 roku – pierwszym roku publikacji poprzednika Niemieckiej Gazety Szachowej – można m.in. przeczytać notatkę o partii korespondencyjnej granej między Lubeką i Lipskiem. Lubeka wygrała czarnymi w 42 posunięciach. Nie było to partia najwyższej jakości, ale pierwszy znak istnienia zorganizowanych szachów w Lubece. W 1873 roku, z inicjatywy redaktora Gazety Kolejowej Eda, powstał pierwszy klub szachowy Szlezwiku-Holsztyna „Lubecki klub szachowy” (niem. Lübecker Schachverein). Pierwsze lata klubu nie zaowocowały wybitnymi osiągnięciami sportowymi. W ówczesnych czasach traktowano szachy jako hobby a nie dyscyplinę sportową. Dlatego też kroniki opisują raczej pozycję społeczną członków: profesor, aptekarz, konsul. Przez pierwsze dziesięciolecia istnienia klubu niewiele się zmieniało. Sporadycznie organizowano mecze i turnieje z okolicznymi klubami. W 1886 roku zorganizowano turniej z udziałem klubu z Kilonii. Zawody odbyły się w Plön w Prusach. Lubeka wygrała wówczas 9:7.
W 1923 roku w 50. rocznicę istnienia, LSV mogło się poszczycić 50 członkami. Ich struktura społeczna nie uległa zasadniczym zmianom.
Zarząd klubu mądrze inwestował. Znaczącą darowiznę zamiast w nieruchomości ulokował w 1922 roku w akcjach. Składka członkowska wynosiła 300.000 Marek, ale z powodu inflacji stowarzyszenie zbankrutowało. Dodatkowo w Niedzielę Palmową 1942 spłonął hotel, w którym znajdowała się siedziba klubu, wraz z bogatym archiwum, biblioteką i przyborami do gry.

## Nowy początek po 1945 roku
W roku 1945 ilość członków LSV zmalała do około tuzina. Przewodniczącym klubu, a wkrótce Krajowego Związku Szachowego Szlezwiku-Holsztyna, został dr. Hans Steen. Udało mu się pozyskać nowych zawodników. Częściowo byli to zawodnicy powracający do swoich domów, częściowo rzuceni przez wojnę do Lubeki, jak np. Fricis Cinovskis, który osiągał sukcesy z pierwszą drużyną aż do lat 70. Niektórzy, młodzi wówczas zawodnicy jak honorowy członek klubu Fritz Longwitz, mistrz klubu z 1954 i 1992, są aktywni do dzisiaj.
W latach 50. następuje powolna zmiana w kierunku nowoczesnego klubu sportowego. Odmłodzenie klubu pozwoliło na szybkie osiągnięcie sukcesów. Po zagwarantowaniu sobie wiodącej pozycji w Lubece klub stał się jednym z wiodących w Szlezwiku-Holsztynie. W latach 60. klub wielokrotnie zdobywał tytuł mistrza kraju (związkowego), uczestniczył w Mistrzostwach Niemiec jak również w turniejach międzynarodowych. Przyniosło to sukcesy w postaci zwycięstw w drużynowym turnieju w Kopenhadze w 1969 i 1971. Efekty pracy z młodzieżą stały się widoczne gdy Andreas Longwitz i Lutz Klibor dotarli do czołowych pozycji w niemieckich i europejskich szachach.

## Kryzys na początku lat 70.
Z powodu wewnętrznych sporów pierwsza drużyna rozpadła się na początku lat 70. Nowe władze stowarzyszenia postawiły konsekwentnie na pracę z młodzieżą, która miał przynieść efekty w przyszłości. W 1976 klub był organizatorem Mistrzostw Niemiec Juniorów. Ulrich Sieg, wówczas 16-letni, a obecnie jeden z mocniejszych zawodników klubu, uplasował się w środku stawki.

## Awans do 2. Ligi Niemieckiej
W 1980 rozpoczął się awans nowosformowanej drużyny męskiej. Po awansie do, wówczas niepodzielonej, regionalnej Ligi Północnej w następnym sezonie zespół awansował dp niemieckiej 2. Bundesligi. Od tej pory klub utrzymuje wiodącą pozycję w Szlezwiku-Holsztynie zdobywając liczne mistrzostwa kraju w szachach błyskawicznych, turniejach pucharowych, jak też 10 indywidualnych mistrzostw Szlezwiku-Holsztyna.

## Mistrz Niemiec 2001-2003
w 1999 klub awansował do najwyższej klasy rozgrywkowej czyli 1. Bundesligi. Jest to jedna z najsilniejszych lig drużynowych świata z ponad 100 arcymistrzami. Poza Garrim Kasparowem i Władimirem Kramnikem występują tam prawie wszyscy najwybitniejsi światowi szachiści. W związku z tym awans był możliwy tylko dzięki wsparciu sponsorów. W pierwszym sezonie LSV zajął 11. miejsce na 16 grających zespołów. Aby utrzymać poziom do ówczesnych mistrzów grających w barwach LSV, którymi byli: Aleksiej Szyrow, Jewgienij Bariejew, Jonathan Speelman, Nick de Firmian, John Nunn, Lars Bo Hansen i Jonny Hector dołączyli tacy gracze światowej klasy jak Michael Adams, Władimir Jepiszyn, Julian Hodgson i Simen Agdestein.
W sezonie 2000/2001 zespół zdobył zarówno Mistrzostwo Niemiec jak i Puchar Niemiec. Sukces został powtórzony w następnym sezonie 2001/2002.
Sezon 2002/2003 oznaczał kolejne zmiany. Zespół opuścili Jewgienij Barejew i Francisco Vallejo Pons. Na ich miejsce zespół zasilili Aleksandr Griszczuk, Joël Lautier i Laurent Fressinet. Skutkiem tego było ponowne zdobycie tytułu Mistrza Niemiec. Rozgrywki Pucharu Niemiec LSV zakończył w ćwierćfinale.

## Wycofanie pierwszej drużyny
Od sezonu 2003/2004 LSV zdecydował wycofać swoją pierwszą drużynę z 1. Ligi Niemieckiej. Powodem tego były względy finansowe, a zwłaszcza brak możliwości lokalnej promocji, gdyż regulamin rozgrywek przewidywał tylko 2 mecze w sezonie na własnym terenie.
Aktualnie drużyny LSV grają w różnych ligach niemieckich aż do ligi okręgowej. LSV ma jednak w swoich szeregach prawdziwego Mistrza Świata. W 1998 do Lubeki przeprowadził się z Rosji Siergiej Sałow, wielokrotny zdobywca tego tytułu wśród szachistów głuchoniemych.